# Czempiń (stad)
Czempiń is een stad in het Poolse woiwodschap Groot-Polen, gelegen in de powiat Kościański en gemeente Czempiń. De oppervlakte bedraagt 3,29 km², het inwonertal 5093 (2005).

## Verkeer en vervoer
- Station Czempiń